# Constantino Galán
Gral. Constantino Galán fue un militar mexicano que participó en la Revolución mexicana. Galán era de ascendencia española y contó como subalternos a Basilio Campillo, a David Cózar y a Eduardo de Loyo. Operó en Córdoba, Huatusco, Paso de Ovejas y Manga de Clavo y Omealca, Veracruz. Se incorporó a la Revolución Mexicana a finales de 1910, pero nuevamente se sublevó en Morelos al ser llevado por Gaudencio de la Llave con los sucesos de la Decena Trágica. Regresó a su estado acompañado del coronel Rocha, reconociendo el Plan de Ayala. 
Sus restos mortales descansan en la Ciudad de Cuitlahuac, Ver. (San Juan de la Punta)    